# 7238 Kobori
7238 Kobori este un asteroid din centura principală de asteroizi.

## Descriere
7238 Kobori este un asteroid din centura principală de asteroizi. A fost descoperit pe 27 iulie 1989 la Kani de Yoshikane Mizuno și Toshimasa Furuta. El prezintă o orbită caracterizată de o semiaxă mare de 2,32 ua, o excentricitate de 0,13 și o înclinație de 4,4° în raport cu ecliptica.